# Trachysphaera rousseti
Trachysphaera rousseti är en mångfotingart som först beskrevs av Demange 1959.  Trachysphaera rousseti ingår i släktet Trachysphaera och familjen Doderiidae. Inga underarter finns listade i Catalogue of Life.